# Marcin Antonowicz
Marcin Antonowicz (ur. 22 listopada 1966 w Olsztynie, zm. 2 listopada 1985 tamże) – polski student, prawdopodobnie zamordowany przez milicjantów w niewyjaśnionych okolicznościach.

## Życiorys
W latach 1981–1985 uczęszczał do IV Liceum Ogólnokształcącego w Olsztynie. Wyróżniał się jako uczeń w chemii, w 1985 był laureatem Ogólnopolskiej Olimpiady Chemicznej. Jesienią tego samego roku rozpoczął studia na Wydziale Chemii Uniwersytetu Gdańskiego.
Wieczorem 19 października 1985, podczas pobytu w Olsztynie, został wraz z dwoma kolegami zatrzymany przez patrol milicyjny przy al. Kaliningradzkiej (obecnie Dworcowa). Jako dokument tożsamości okazał legitymację studencką gdańskiej uczelni; wobec związków Gdańska z opozycją demokratyczną, a także w napiętej sytuacji w rocznicę śmierci ks. Jerzego Popiełuszki, został zabrany do milicyjnego „Stara”, a jego koledzy otrzymali polecenie rozejścia się. Kilkanaście minut po zatrzymaniu Antonowicz został znaleziony na ulicy Wojska Polskiego (przy wylocie z Olsztyna na Dywity) w ciężkim stanie, nieprzytomny, z krwiakiem mózgu. Według oficjalnej wersji podawanej przez władze rządowe wyskoczył z samochodu. Zmarł kilkanaście dni później w olsztyńskim szpitalu, nie odzyskawszy przytomności.
W powszechnej opinii mieszkańców Olsztyna Antonowicz został skatowany przez milicjantów. Jego pogrzeb 6 listopada 1985 zgromadził kilkanaście tysięcy osób, które przemaszerowały ulicami miasta. W czasie uroczystości odczytano m.in. list Lecha Wałęsy, przemawiał również rektor Uniwersytetu Gdańskiego Karol Taylor, który wkrótce stracił stanowisko za domaganie się ukarania sprawców. Rzeczywistych sprawców nie ustalono, śledztwo zostało umorzone, a Antonowicz figuruje na liście domniemanych ofiar milicjantów z okresu stanu wojennego i kolejnych lat.
W grudniu 2004 imię Marcina Antonowicza nadano ulicy w olsztyńskiej dzielnicy Osiedla Generałów. W październiku 2006 odsłonięto poświęconą Antonowiczowi tablicę w kościele Najświętszego Serca Jezusowego w Olsztynie. Stowarzyszenie Represjonowanych w Stanie Wojennym Regionu Warmińsko-Mazurskiego „Pro Patria” powołało kapitułę, przyznającą stypendia noszące imię Antonowicza dla zdolnej młodzieży, pochodzącej z rodzin niezamożnych i aktywnej w życiu społecznym.
2 października 2007 prezydent Polski Lech Kaczyński przekazał rodzicom Marcina Antonowicza nadany mu pośmiertnie Krzyż Kawalerski Orderu Odrodzenia Polski. Order nadany postanowieniem prezydenta RP z 12 sierpnia 2007 wręczył premier Jarosław Kaczyński.